# Estación de Vila Franca das Naves
La Estación Ferroviaria de Vila Franca das Naves, también conocida como Estación de Vila Franca das Naves, es una plataforma ferroviaria de la línea de Beira Alta, que sirve a parroquias de Vila Franca das Naves, en el distrito de Guarda, en Portugal.

## Características

### Localización y accesos
Se encuentra junto a la localidad de Vila Franca das Naves, teniendo acceso por la Avenida de la Estación.

### Descripción física
Poseía, en enero de 2011, dos vías de circulación, con 499 y 358 metros de longitud; las dos plataformas tenía 283 y 346 metros de extensión, y 30 y 40 centímetros de altura.

## Historia
La Estación se inserta en el tramo entre Pampilhosa y Vilar Formoso de la línea de Beira Alta, que fue abierto, de forma provisional, el 1 de julio de 1882; la línea fue totalmente inaugurada, entre Figueira da Foz y la frontera con España, el 3 de agosto del mismo año, por la Compañía de los Caminhos de Ferro Portugueses de Beira Alta.
En noviembre de 2005, se produjo el descarrilamiento de una composición de mercancías, a la salida de esta estación, siendo suspendida la circulación en la línea de Beira Alta.